# Edelina (nunna)
Edelina, död 1573, var en svensk klarissnunna och den sista medlemmen av Sankta Klara kloster i Stockholm. 

## Biografi
Enligt uppgift härstammade Edelina från en familj ur överklassen, troligen adlig. År 1527 – vid tiden för reformationen i Sverige – var hon den yngsta medlemmen av Sankta Klara kloster. Nunnorna tvingades som resultat av reformationen flytta till Gråbrödraklostret i Stockholm, där de bland annat verkade som sjukvårdare. Edelina drabbades så småningom av psykiskt ohälsa och fick då plats på Danvikens hospital, där hon kallade sig "abbedissa av de renlifvis jungfrur". Hon ska dock aldrig ha innehaft ämbetet som abbedissa.